# Ometecuhtli
Na mitologia asteca, Ometecuhtli era o deus supremo. Atribuia-se a ele a criação do homem e a domesticação do fogo.